# Jimmy Kimmel Live!
Jimmy Kimmel Live!, soms afgekort tot JKL, is een Amerikaanse politieke satire-talkshow, gemaakt en gepresenteerd door Jimmy Kimmel, die 's avonds laat uitgezonden wordt op ABC. De nachtelijke show van een uur wordt gehouden in de Hollywood Masonic Temple in Hollywood, Californië. De eerste uitzending was op 26 januari 2003, als onderdeel van de lead-outprogrammering van ABC voor de Super Bowl XXXVII. 
Ondanks de naam wordt de show sinds 2004 niet meer regelmatig live uitgezonden. Dit kwam door een uitzending waarbij een spervuur van vloeken van acteur Thomas Jane niet kon gecensureerd worden.
Jimmy Kimmel Live! wordt geproduceerd door Kimmelot in samenwerking met ABC Signature. Het heeft het record van langstlopende talkshow op de late avond op het netwerk, en is meer dan drie keer zo lang uitgezonden als The Dick Cavett Show (1969–1975) of Politically Incorrect (1997–2002).